# Caenarolia longipennis
Caenarolia longipennis är en tvåvingeart som beskrevs av Thomson 1869. Caenarolia longipennis ingår i släktet Caenarolia och familjen rovflugor. Inga underarter finns listade i Catalogue of Life.